# Pont-de-Chéruy
Pont-de-Chéruy ist eine französische Gemeinde mit 6107 Einwohnern (Stand: 1. Januar 2022) im Département Isère in der Region Auvergne-Rhône-Alpes. Pont-de-Chéruy liegt im Arrondissement La Tour-du-Pin und ist der Hauptort (chef-lieu) des Kantons Charvieu-Chavagneux. Die Einwohner werden Pontois(es) genannt. In Pont-de-Chéruy hat die Gindre-Gruppe, ein großer Hersteller von Kupferhalbzeugen, ihren Sitz.

## Geografie
Pont-de-Chéruy liegt etwa 28 Kilometer östlich von Lyon am Fluss Bourbre. Umgeben wird Pont-de-Chéruy von den Nachbargemeinden Chavanoz im Norden und Nordwesten, Tignieu-Jameyzieu im Osten und Süden, Charvieu-Chavagneux im Südwesten und Westen.

## Geschichte
Eine mittelalterliche Brücke ist nachgewiesen. Während der Römerstraße bestand entweder eine Brücke oder eine Furt der via publica Vetus von Lyon (Lugdunum) nach Genf (Genava). 
Seit 1968 ist Pont-de-Chéruy der Hauptort eines Kantons.

## Bevölkerungsentwicklung
| Jahr                       | 1962 | 1968 | 1975 | 1982 | 1990 | 1999 | 2006 | 2011 |
| Einwohner                  | 2997 | 3561 | 3853 | 3849 | 4700 | 4540 | 4778 | 5104 |
| Quellen: Cassini und INSEE |      |      |      |      |      |      |      |      |

## Verkehr
Pont-de-Chéruy hatte seit 1881 einen Bahnhof an der inzwischen abgebauten Bahnstrecke von Lyon nach Aoste-Saint-Genix (Chemin de fer de l'Est de Lyon). Der Personenverkehr wurde 1947 eingestellt.

## Gemeindepartnerschaft
Pont-de-Chéruy pflegt eine Partnerschaft mit der italienischen Gemeinde Livorno Ferraris in der Provinz Vercelli (Piemont) und der ukrainischen Stadt Butscha.

## Sehenswürdigkeiten

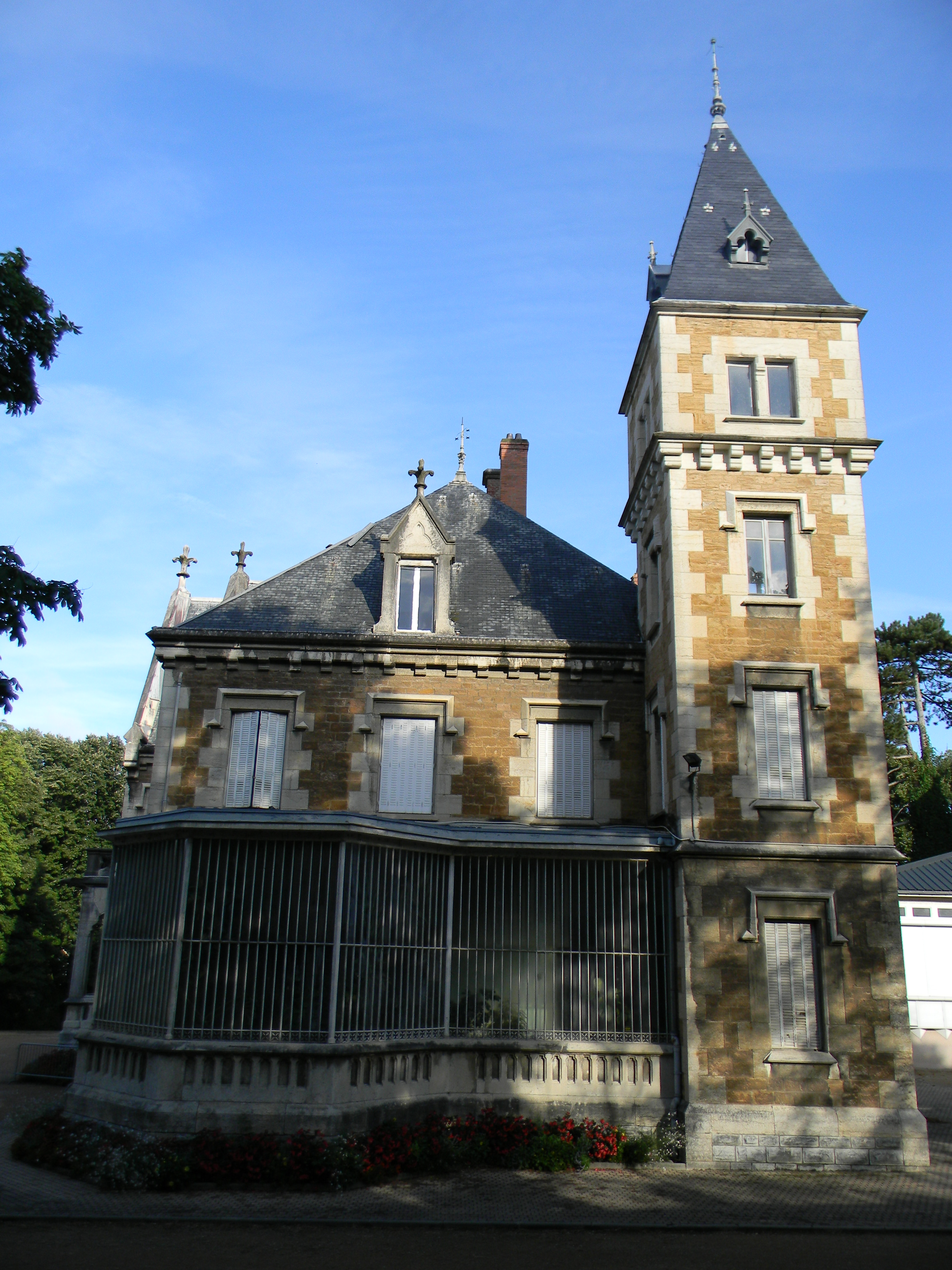
Château Grammont

- Château Grammont

## Persönlichkeiten
- Hugues Quenin (?–1878), Architekt